# 大区 (比利时)

比利时大区地图：
布鲁塞尔首都大区
弗拉芒大區
瓦隆大区

大区（荷蘭語：Gewest）是比利时的一级行政区划。比利时有3个大区：瓦隆大区和弗拉芒大區和布鲁塞尔首都大区。